# محمود خليل (لاعب كرة قدم)
محمود خليل (مواليد 12 يناير 1995) هو لاعب كرة قدم عراقي يلعب كمهاجم لنادي الكرمة في دوري نجوم العراق.
في نوفمبر 2023، تصدّر محمود خليل قائمة هدافي دوري نجوم العراق برصيد أربعة أهداف بعد انتهاء الجولة الرابعة.

## المسيرة الدولية
خاض محمود خليل أول مباراة دولية له في 12 يناير 2021، مع المنتخب العراقي ضد الإمارات في مباراة ودية.

## روابط خارجية
- محمود خليل على موقع soccerway.com
- محمود خليل على موقع transfermarkt.com